# King Power Stadium
Le King Power Stadium est un stade situé à Leicester, en Angleterre, où réside le Leicester City Football Club. Sa capacité est de 32 500 spectateurs, depuis sa construction en 2002. Jusqu'en 2011, il portait le nom Walkers Stadium, du nom du précédent sponsor. King Power est le nom de l'entreprise du milliardaire thaïlandais qui possède le club.

## Histoire
Il est la résidence du club de Leicester City Football Club depuis sa construction en 2002. Auparavant, Leicester jouait sur le terrain de The Double Decker Stand.
En 2002, alors que le club, relégué en deuxième division, est en cessation de paiements, les aménageurs du stade ne sont pas payés et risquent eux-mêmes la faillite et le vendent au fonds de pension TIAA-CREF. L'industriel local Walkers (fabricant de chips) débloque la situation en acquérant les droits de nommage du stade contre une forte somme annuelle. En 2012, le milliardaire thaïlandais qui achète le club, rachète les droits de nommage du stade, qui devient le King Power Stadium, du nom de son entreprise de boutiques hors taxes. L'ensemble du stade reste la propriété de TIAA-CREF.
Depuis 2002, pour éviter de citer une marque, certains supporters déclarèrent désigner le stade par son adresse : Filbert Way, au regret des sponsors.
La saison 2015-2016 Leicester City F.C remporte la Barclays Premier League pour la première fois de son histoire.
Le trophée sera soulevé le 7 mai 2016 dans le stade devant leur public après le match contre Everton remporté 3-1 avec notamment un doublé de Jamie Vardy. À cette occasion, le ténor italien Andrea Bocelli a chanté avant le coup d'envoi du match.
Le 27 octobre 2018, après un match contre West Ham, l'hélicoptère AW169 de Vichai Srivaddhanaprabha, propriétaire du club, qui a l'habitude de l'utiliser pour se rendre au stade, s'écrase sur le parking du stade et prend feu, après avoir décollé de la pelouse, le tuant ainsi que quatre autres personnes,,.

## Rugby
Les dirigeants du club de rugby des Leicester Tigers ont tenté de jouer également au Walkers Stadium, ils n'ont cependant pas pu honorer leurs engagements financiers. Cependant, les Tigers ont disputé trois matchs au stade, pour profiter de la capacité d'accueil pour des matchs à domicile. Le premier match est une demi-finale de Coupe d'Europe de rugby à XV disputée le 24 avril 2005, les Tigers s'inclinent 27-19 contre le Stade toulousain. Le 1er avril 2006, les Tigers perdent 15-12 contre Bath en quart-de-finale de Coupe d'Europe. Enfin, le 21 avril 2007, les Tigers affrontent les Llanelli Scarlets et ils l'emportent 33-17, en demi-finale.
Pour les matchs internationaux de rugby, le stade est dénommé Leicester City Stadium, pour ménager les sponsors du rugby.

## Évènements
- Coupe du monde de rugby à XV 2015

### Coupe du monde de rugby à XV 2015
| Poule C | Argentine | 45 - 16 | Tonga    |
| Poule D | Canada    | 15 - 17 | Roumanie |
| Poule C | Argentine | 64 - 9  | Namibie  |